# Learjet 40
Learjet 40 (LJ40) — реактивный административный (бизнес-джет) самолёт производства компании Bombardier Aerospace, созданный на базе Learjet 45. Именуется также как Bombardier Learjet 40.

## История самолета
Самолет Learjet 40 создан на базе Learjet 45 с укороченным на 60 см фюзеляжем. На самолете установлены два двигателя Honeywell TFE731-20AR, более известными как «AR» двигатели. Самолет сконструирован исходя из лучших показателей модели бизнес-класса Learjet 31 и улучшенными показателями комфорта и управления модели Learjet 45.
Опытный образец самолета Learjet 40 выполнил первый полет 31 августа 2002 года, а первый серийный самолет выпущен с завода и выполнил первый полет 5 сентября 2002 года. В эксплуатацию самолет принят в январе 2004 года.
Модернизированная версия самолета Learjet 40XR принят в эксплуатацию в октябре 2004 года. У данной модификации увеличен взлетный вес, крейсерская скорость и скороподъемность. Изменение параметров выполнено за счет модернизации двигателей до версии TFE731-20BR, более известными как «BR» двигатели. Возможность замены двигателей «AR» на «BR» предусмотрена компанией-производителем по желанию владельцев.

## Лётно — технические характеристики

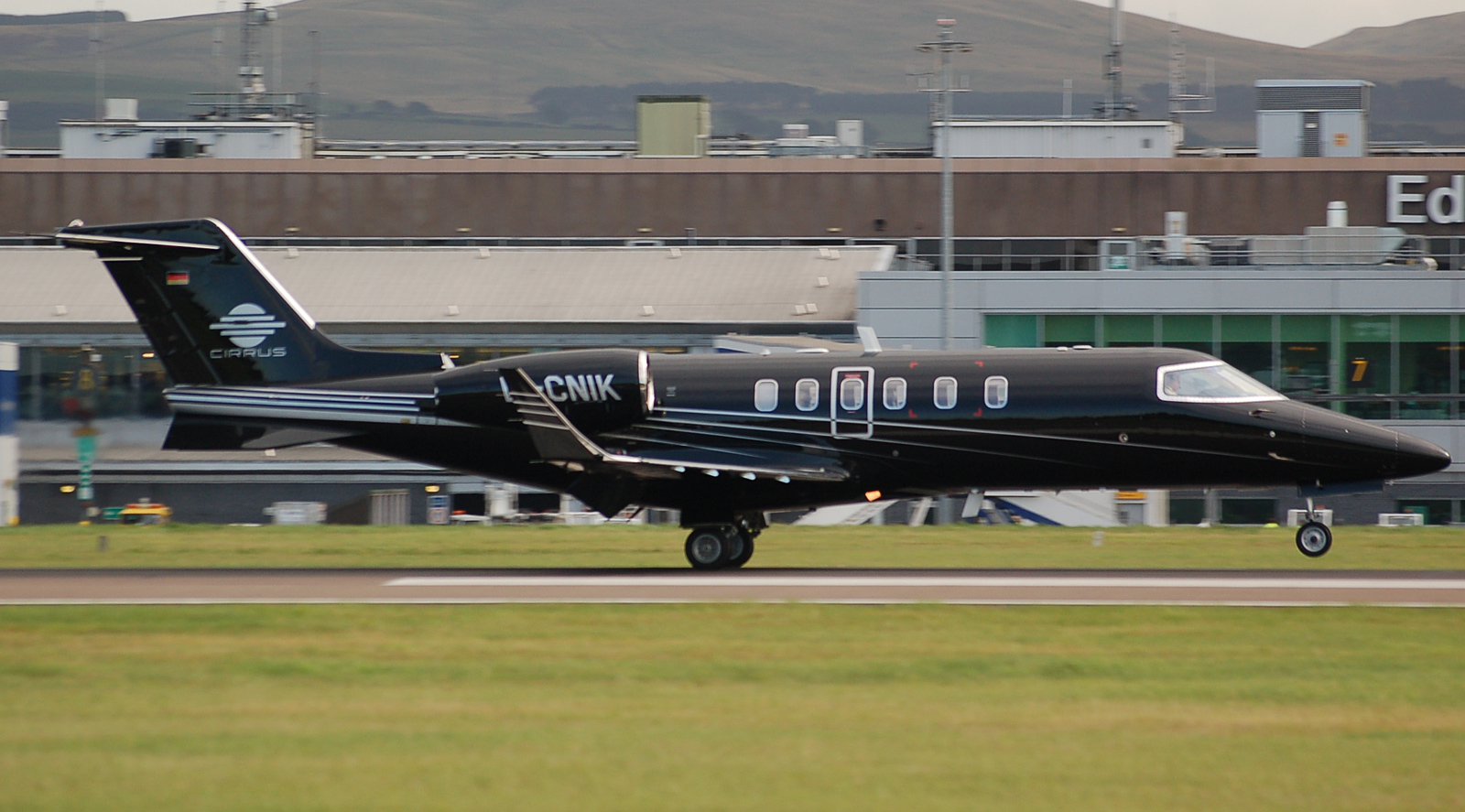
Learjet 40 Компании Сirrus Aviation

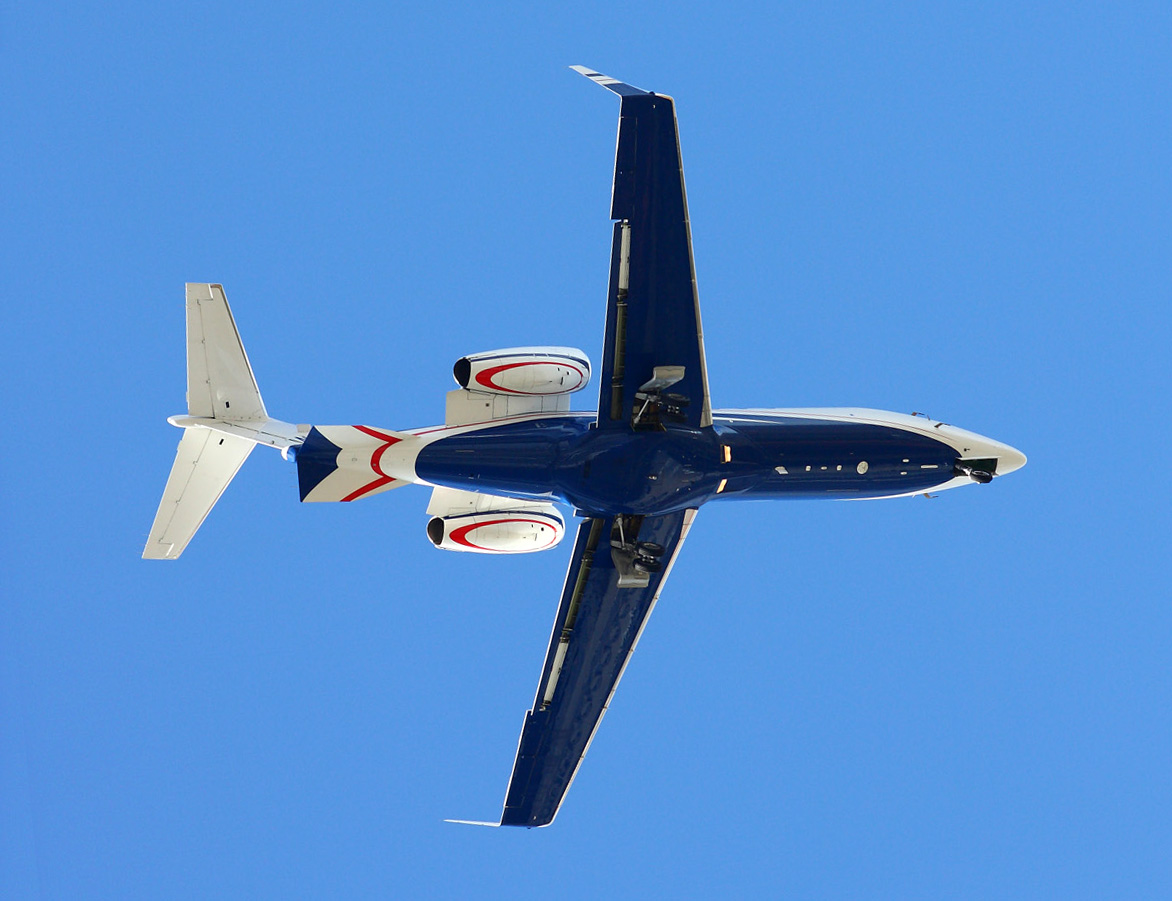
Learjet 40

Основные характеристики
- Экипаж: 2 человека (летчик и помощник)
- Пассажиры: 7 пассажиров
- Длина: 16.93 м (55 ft 56 in)
- Размах крыла: 14.56 м (47 ft 9 in)
- Высота: 4.31 м (124 ft 13 in)
- Площадь крыла: 28.95 м2 (311.6 sq ft)
- Масса пустого: 6200 кг (13,633 lb)
- Максимальная взлётная масса: 9545 кг (21,000 lb)
- Двигательная установка: 2× Garrett TFE731-20AR или BR ТВД, 16kN (3,500 lbf) каждый

 Лётные характеристики 
- Максимальная скорость: 865 км/ч (534 mph, 457 knots) на 25 000 футов (7600 м)
- Крейсерская скорость: 852 км/ч (526 mph, 457 knots) at 45 000 футов (14 000 м)
- Практическая дальность: 3156 км (1,947 mi, 1,692 nmi) (4 пассажира)
- Практический потолок: 15540 м (51,000 ft)
- Скороподъёмность: 14.32 м/с (2,820 ft/min)